# Bronisław Schab
Bronisław Schab, ps. Kurhan (ur. 1 kwietnia 1904 w Polanach, zm. 1999) – polski rolnik, poseł na Sejm PRL IV kadencji.

## Życiorys
Uzyskał wykształcenie zasadnicze zawodowe w szkole rolniczej. W okresie międzywojennym był członkiem Centralnego Związku Młodej Wsi „Siew” i Związku Młodzieży Wiejskiej RP „Wici”, a także, od 1928, Stronnictwa Ludowego, w którym pełnił funkcję prezesa koła. Kierował organizacją antysanacyjnych strajków i manifestacji ludowych. W czasie okupacji niemieckiej współorganizował lokalne komórki Batalionów Chłopskich, był w nich dowódcą plutonu. Był też zastępcą dowódcy placówki w Polanach oraz szkolił partyzantów. Po II wojnie światowej działał w Stronnictwie Ludowym, organizując struktury partii w Krynicach. W 1949 wraz z SL przystąpił do Zjednoczonego Stronnictwa Ludowego, w którym pełnił liczne funkcje na poziomie lokalnym. Pracował we własnym gospodarstwie w rodzinnej wsi. Działał w spółdzielczości wiejskiej, w Straży Ochrony Przyrody, w Spółdzielni Zdrowia, w Towarzystwie Przyjaciół Dzieci i w kółku rolniczym. W 1965 uzyskał mandat posła na Sejm PRL w okręgu Zamość, zasiadał w Komisji Rolnictwa i Przemysłu Spożywczego.
Jego syn Stefan (ur. 1946) zajął się prowadzeniem Koła Gminnego Ogólnopolskiego Związku Żołnierzy Batalionów Chłopskich w Krynicach.

## Odznaczenia
- Krzyż Partyzancki
- Odznaka 1000-lecia Państwa Polskiego (1966)[2]